# Gloeoporus purpurascens
Gloeoporus purpurascens är en svampart som först beskrevs av Corner, och fick sitt nu gällande namn av Hjortstam 1995. Gloeoporus purpurascens ingår i släktet Gloeoporus och familjen Meruliaceae.   Inga underarter finns listade i Catalogue of Life.